# ایکس‌اف۱۳سی کورتیس
ایکس‌اف۱۳سی کورتیس (به انگلیسی: Curtiss_XF13C) یک هواگرد ملخ‌پیشین تک‌موتوره از نوع هواپیمای جنگنده ساخت شرکت Curtiss Aeroplane and Motor Company است. هواگرد ایکس‌اف۱۳سی کورتیس نخستین پروازش را در ۷ ژانویه ۱۹۳۴ میلادی انجام داد. در مجموع، تعداد ۳ فروند از این هواگرد ساخته شده‌است.